# Donald Christian
Donald Christian (28 de agosto de 1958 — Cassada Gardens, 15 de maio de 2011) foi um ciclista olímpico antiguano. Christian representou sua nação em dois eventos nos Jogos Olímpicos de Verão de 1976, em Montreal.
Foi pai do atleta Brendan Christian.